# 전염병의 늪

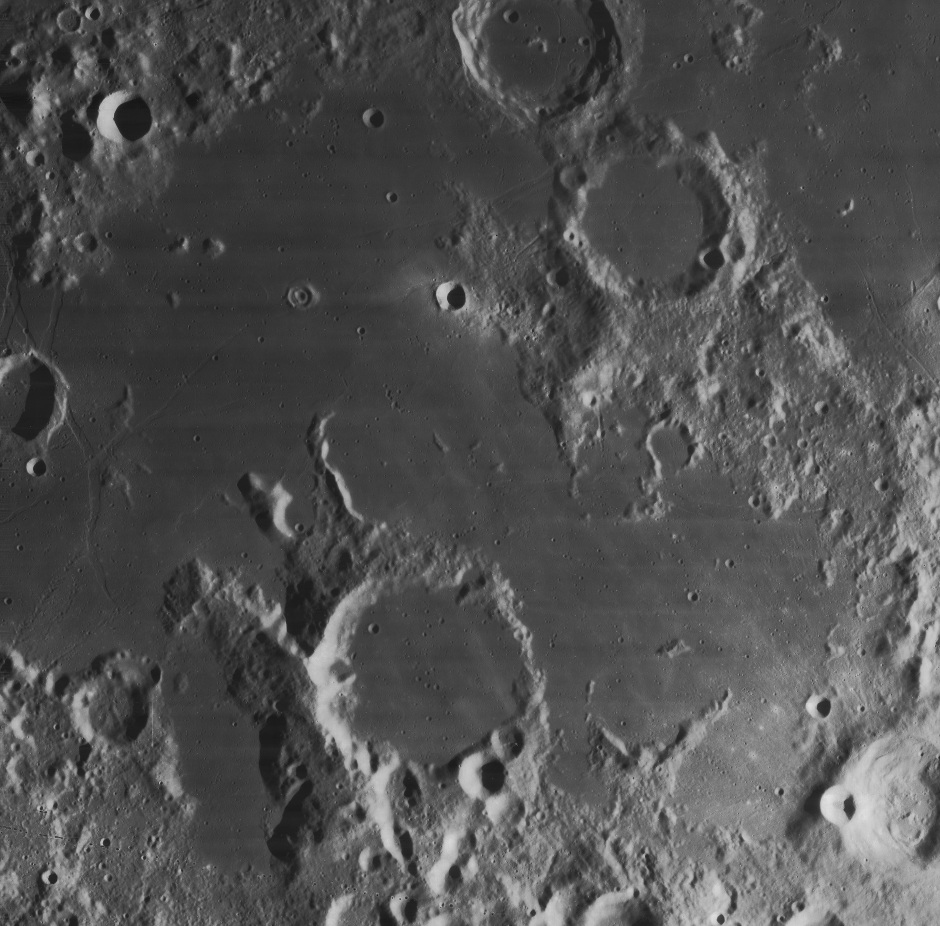
1967년 루나 오비터 4호가 촬영한 사진.

전염병의 늪(Palus Epidemiarum, 라틴어: palūs epidēmiārum)은 달의 앞면 남서부에 위치한 바다 지형으로, 용암이 동서로 흘러 생성되어 띠 모양을 하고 있다. 서쪽 끝부분에는 용암이 북쪽으로 퍼진 흔적 또한 있다. 얕은 골이 동서 300 km, 남북 120 km가량 뻗어 있으며, 현무암의 평균 두께는 200~250 m로 최대 깊이는 750 m이다. 전염병의 늪은 구름의 바다의 남서쪽, 습기의 바다의 남동쪽에 있다.
전염병의 늪 서쪽 끝에는 용암으로 잠긴 충돌구 램즈덴이 있는데, 이 충돌구의 이름을 딴 램즈덴 홈이 특징적이다. 북쪽으로 뻗은 부분은 캄파누스와 메르카토르 충돌구 쌍의 외곽과 만나며, 충돌구 사이에 있는 작은 틈을 통해 전염병의 늪과 구름의 바다가 연결된다. 벽이 이중으로 있는 충돌구 마르트가 북쪽으로 뻗은 부분 중간에 위치한다.
월면좌표계상 좌표는 32.0° S, 28.2° W이며, 지름은 약 286 km이다. 클레멘타인 탐사선의 고도계 자료에서 서쪽에서 동쪽으로 향하는 내리막이 있음이 밝혀졌으며, 양 끝 사이 고도 차이는 약 2 km이다.